# Truppenübungsplatz Březina

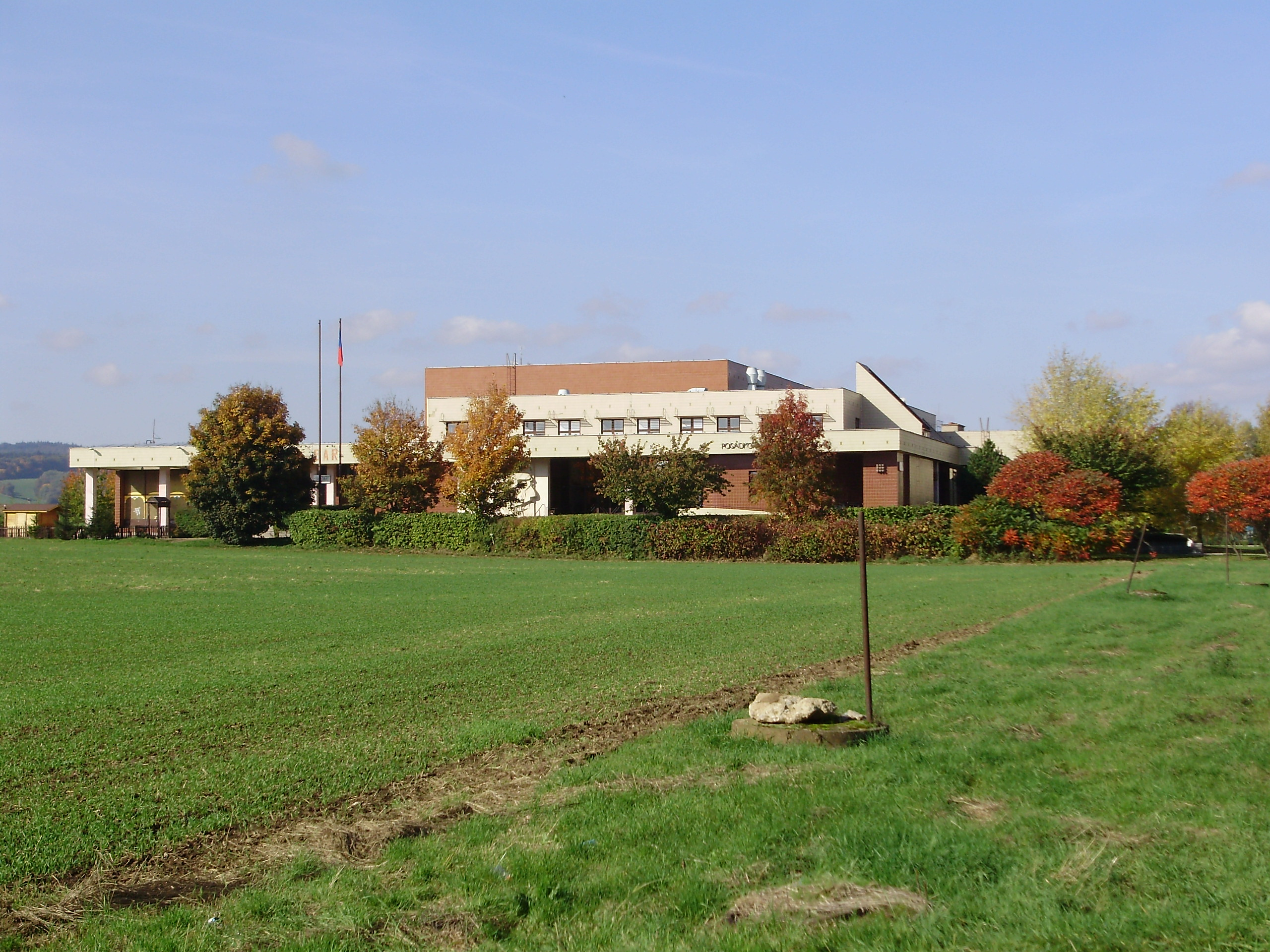
PDA Dědice – Sitz der Verwaltung

Der Truppenübungsplatz Březina (tschechisch Vojenský újezd Březina, auch VVP Dědice) ist ein besonderes, direkt dem tschechischen Staat zugehöriges Gebiet mit 9 Einwohnern (1. Januar 2005) in Tschechien. Er befindet sich zwischen Brünn und Olmütz im Okres Vyškov westlich der Städte Vyškov und Prostějov im Drahaner Bergland (Drahanská vrchovina) und hatte ursprünglich eine Fläche von 158,17 km². Sitz des Truppenübungsplatzes ist Vyškov-Dědice.

## Geschichte
1935 richtete die Tschechoslowakische Armee einen Truppenübungsplatz, den sogenannten Vojensky výcvikový prostor na Drahanské vrchovině ein. Im Protektorat Böhmen und Mähren ordnete der Reichsprotektor Konstantin von Neurath im Jahre 1940 die Errichtung des Truppenübungsplatzes Wischau für die deutsche Wehrmacht an. Die Stadt Wischau und ihr Umland gehörten damals zur deutschsprachigen Wischauer Sprachinsel. Nördlich der Stadt wurde ein Truppenübungsplatz angelegt, zu diesem Zweck wurden zwischen 1941 und 1945 in fünf Etappen insgesamt 33 tschechischsprachige Dörfer geräumt.
Der tschechoslowakische Truppenübungsplatz wurde am 1. Mai 1951 aus Teilen der Fluren der 22 Dörfer Bousín, Dolní Otaslavice, Drahany, Hamry, Horní Otaslavice, Kobylničky, Krásensko, Křenůvky, Malé Hradisko, Myslejovice, Nové Sady, Plumlov, Podivice, Prostějovičky, Radslavice, Radslavičky, Repechy, Rychtářov, Sněhotice, Stínava, Studnice, Vícov und Žárovice gebildet.
Am 1. Januar 2015 wurde der Truppenübungsplatz Březina verkleinert. Dabei wurden folgende Katastralbezirke ausgegliedert:
- Cihelny u Podivic zur Gemeinde Podivice,
- Chaloupky u Otaslavic zur Gemeinde Otaslavice,
- Občiny u Drahan zur Gemeinde Drahany,
- Osinky u Krumsína zur Gemeinde Krumsín,
- Ostatky u Křenůvek zur Gemeinde Myslejovice
- Žleb u Prostějoviček zur Gemeinde Prostějovičky.

Am 24. Mai 2017 erfolgte die Ausgliederung des Katastralbezirkes Horky u Stínavy zur Gemeinde Stínava.

## Gliederung
Das Gebiet des Truppenübungsplatzes wird durch die Grenzen der Katastralbezirke Doubrava u Březiny, Kotáry, Osina, Pulkava, Stříbrná u Březiny und Žbánov bestimmt. Grundsiedlungseinheiten sind Březina (Birkicht), Doubrava, Kotáry, Osina, Pulkava, Stříbrná und Žbánov.

## Denkmale
- barockes Jagdschloss Ferdinandsko, erbaut 1755–1757
- Starý Plumlov, wüste mittelalterliche Burg
- Burg Myslejovice, wüste mittelalterliche Burg
- Ježův hrad, wüste mittelalterliche Burg
- Smilův hrad, wüste mittelalterliche Burg